# Ashley, Ohio
Ashley là một làng thuộc quận Delaware, tiểu bang Ohio, Hoa Kỳ. Năm 2010, dân số của làng này là 1330 người.

## Dân số
- Dân số năm 2000: 1216 người.
- Dân số năm 2010: 1330 người.